# 富蘭克林縣 (愛阿華州)
富蘭克林縣（英語：Franklin County）是位於美國愛阿華州中部的一個縣。面積1,510平方公里。根據美國2000年人口普查，共有人口10,704。縣治漢普頓 (Hampton)。
成立於1815年1月15日，縣名紀念美國開國元勳本傑明·富蘭克林。